# ATC代码 (QJ51)
ATCvet代码QJ51（用于乳房内的抗分支杆菌药）是兽用解剖学治疗学及化学分类系统的一个药物分组，这是由世界卫生组织药物统计方法整合中心所制定的药品及其它兽用医用产品的官方分类系统。分组QJ51是QJ抗感染药的一部分。
国家ATC分类可能包括列表中没有的其它分类，列表为世界卫生组织（WHO）版本。

## QJ51A 用于乳房内的四环素类药物（Tetracyclines for intramammary use）

### QJ51AA 四环素类药物（Tetracyclines）
QJ51AA03 金霉素（Chlortetracycline）
QJ51AA06 土霉素（Oxytetracycline）
QJ51AA07 四环素（Tetracycline）
QJ51AA53 金霉素，复方（Chlortetracycline, combinations）

## QJ51B 用于乳房内的酰胺醇类药物（Amphenicols for intramammary use）

### QJ51BA 酰胺醇类（Amphenicols）
QJ51BA01 氯霉素（Chloramphenicol）
QJ51BA02 甲砜霉素（Thiamphenicol）
QJ51BA90 氟苯尼考（Florfenicol）

## QJ51Cβ-内酰胺抗菌药，青霉素类，乳内使用（Beta-lactam antibacterials, penicillins, for intramammary use）

### QJ51CA 广谱青霉素类（Penicillins with extended spectrum）
QJ51CA01 氨苄青霉素（Ampicillin）
QJ51CA51 氨苄青霉素，复方（Ampicillin, combinations）

### QJ51CE β-内酰胺酶敏感的青霉素类（Beta-lactamase sensitive penicillins）
QJ51CE01 青霉素（Benzylpenicillin）
QJ51CE09 普鲁卡因青霉素（Procaine penicillin）
QJ51CE59 Procaine penicillin, combinations
QJ51CE90 Phenetamate

### QJ51CF 耐β-内酰胺酶的青霉素类（Beta-lactamase resistant penicillins）
QJ51CF01 双氯（Dicloxacillin）
QJ51CF02 氯唑西林（Cloxacillin）
QJ51CF03 甲氧西林（Meticillin）
QJ51CF04 苯唑（Oxacillin）
QJ51CF05 氟氯西林（Flucloxacillin）

### QJ51CR 青霉素的复方和β-内酰胺酶抑制药（Combinations of pencillins and/or beta-lactamase inhibitors）
QJ51CR01 氨苄西林和酶抑制剂（Ampicillin and enzyme inhibitor）
QJ51CR02 阿莫西林和酶抑制剂（Amoxicillin and enzyme inhibitor）
QJ51CR50 青霉素的组合（Combinations of penicillins）

## QJ51D 用于乳房内的其它β-内酰胺类抗菌药（Other beta-lactam antibacterials for intramammary use）

### QJ51DB 第一代头孢菌素（First-generation cephalosporins）
QJ51DB01 头孢氨苄（Cefalexin）
QJ51DB04 头孢唑啉（Cefazolin）
QJ51DB08 头孢匹林（Cefapirin）
QJ51DB10 头孢乙腈（Cefacetrile）
QJ51DB90 头孢洛宁（Cefalonium）

### QJ51DC 第二代头孢菌素（Second-generation cephalosporins）
QJ51DC02 头孢呋辛（Cefuroxime）

### QJ51DD 第三代头孢菌素（Third-generation cephalosporins）
QJ51DD12 头孢哌酮（Cefoperazone）
QJ51DD90 头孢噻呋（Ceftiofur）

### QJ51DE 第四代头孢菌素（Fourth-generation cephalosporins）
QJ51DE90 头孢喹肟（Cefquinome）

## QJ51E 用于乳房内的磺胺类和甲氧苄啶（Sulfonamides and trimethoprim for intramammary use）

### QJ51EA 甲氧苄啶及其衍生物（Trimethoprim and derivatives）
QJ51EA01 甲氧苄啶（Trimethoprim）

## QJ51F 用于乳房内的大环内酯类和林可酰胺类（Macrolides and lincosamides for intramammary use）

### QJ51FA 大环内酯类（Macrolides）
QJ51FA01 红霉素（Erythromycin）
QJ51FA02 螺旋霉素（Spiramycin）
QJ51FA90 泰乐菌素（Tylosin）

### QJ51FF 林可酰胺类（Lincosamides）
QJ51FF90 吡利霉素（Pirlimycin）

## QJ51G 用于乳房内的氨基糖苷类抗菌药（Aminoglycoside antibacterials for intramammary use）

### QJ51GA 链霉素类（Streptomycins）
QJ51GA90 双氢链霉素（Dihydrostreptomycin）

### QJ51GB 其它氨基糖苷类（Other aminoglycosides）
QJ51GB03 庆大霉素（Gentamicin）
QJ51GB90 阿泊拉霉素（Apramycin）

## QJ51R 用于乳房内的复方抗菌药（Combination of antibacterials for intramammary use）

### QJ51RA 四环素类，与其它抗菌药的复方（Tetracyclines, combinations with other antibacterials）
QJ51RA01 金霉素，与其它抗菌药的复方（Chlortetracycline, combinations with other antibacterials）

### QJ51RB 酰胺醇类，与其它抗菌药的复方（Amphenicols, combinations with other antibacterials）
QJ51RB01 氯霉素，与其它抗菌药的复方（Chloramphenicol, combinations with other antibacterials）

### QJ51RC β-内酰胺抗菌药，青霉素类，与其它抗菌药的复方（Beta-lactam antibacterials, penicillins, combinations with other antibacterials）
QJ51RC04 普鲁卡因青霉素，双氢链霉素，磺胺二甲嘧啶（Procaine penicillin, dihydrostreptomycin, sulfadimidin）
QJ51RC20 氨苄青霉素，与其它抗菌药的复方（Ampicillin, combinations with other antibacterials）
QJ51RC21 匹氨西林，与其它抗菌药的复方（Pivampicillin, combinations with other antibacterials）
QJ51RC22 青霉素，与其它抗菌药的复方（Benzylpenicillin, combinations with other antibacterials）
QJ51RC23 普鲁卡因青霉素，与其它抗菌药的复方（Procaine penicillin, combinations with other antibacterials）
QJ51RC24 苄星青霉素，与其它抗菌药的复方（Benzathine benzylpenicillin, combinations with other antibacterials）
QJ51RC25 Penethamate hydroiodide，与其它抗菌药的复方（Penethamate hydroiodide, combinations with other antibacterials）
QJ51RC26 氯唑西林，与其它抗菌药的复方（Cloxacillin, combinations with other antibacterials）

### QJ51RD 其它β-内酰胺类抗菌药，与其它抗菌药的复方（Other beta-lactam antibacterials, combinations with other antibacterials）
QJ51RD01 头孢氨苄，与其它抗菌药的复方（Cefalexin, combinations with other antibacterials）
QJ51RD34 头孢乙腈，与其它抗菌药的复方（Cefacetrile, combinations with other antibacterials）

### QJ51RE 磺胺类和甲氧苄啶，包括衍生物（Sulfonamides and trimethoprim inclunding derivatives）
QJ51RE01 磺胺类和甲氧苄啶（Sulfadiazine and trimethoprim）

### QJ51RF ，与其它抗菌药的复方（Macrolides and lincosamides, combinations with other antibacterials）
QJ51RF01 螺旋霉素，与其它抗菌药的复方（Spiramycin, combinations with other antibacterials）
QJ51RF02 红霉素，与其它抗菌药的复方（Erythromycin, combinations with other antibacterials）
QJ51RF03 林可霉素，与其它抗菌药的复方（Lincomycin, combinations with other antibacterials）

### QJ51RG 氨基糖苷类抗菌药，复方（Aminoglycoside antibacterials, combinations）
QJ51RG01 新霉素，与其它抗菌药的复方（Neomycin, combinations with other antibacterials）

### QJ51RV 抗菌药物和其他物质的复方（Combinations of antibacterials and other substances）
QJ51RV01 抗菌药和皮质类固醇（Antibacterials and corticosteroids）
QJ51RV02 抗菌药，抗真菌剂和皮质类固醇（Antibacterials, antimycotics and corticosteroids）

## QJ51X 其他乳房内使用抗菌药物（Other antibacterials for intramammary use）

### QJ51XB多粘菌素（Polymyxins）
QJ51XB01 多粘菌素（Colistin）
QJ51XB02 多粘菌素B（Polymyxin B）

### QJ51XX 其他乳房内使用抗菌药物（Other antibacterials for intramammary use）
QJ51XX01 利福昔明（Rifaximin）